# Weekly Arizonian
Il Weekly Arizonian è stato un settimanale pubblicato in Arizona dal 1859 al 1871.
Ha un posto speciale nella storia dell'Arizona come prima opera stampata, primo giornale e primo organo politico.